# Mitja Marató de Sitges
Mitja Marato de Sitges és una prova atlètica en format de mitja marató que se celebra anualment a la ciutat de Sitges des de l'any 1984.
La Mitja Marató de Sitges, que discorre els carrers de la població, amb sortida al Passeig marítim, i té una gran tradició, ofereix als corredors dos recorreguts alternatius. A més dels 21,097 km de la Mitja Marató, els corredors poden optar pel 'Quart de Marató', amb un recorregut de 10,503 km. La prova començà a organitzar-la la Secció d'Atletisme del Club Natació Sitges (CNS) el 1984, i amb els anys s'ha convertit en una de les emblemàtiques de Catalunya. En les darreres edicions, està organitzada de forma conjunta per la empresa 'Zona Vip' i l'Ajuntament de Sitges. La Mitja Marató de Sitges sempre obre el calendari català de l'any de les curses d'aquesta distància.